# Carrières-sur-Seine
Carrières-sur-Seine is een gemeente in het Franse departement Yvelines (regio Île-de-France) en telt 12.050 inwoners (1999). De plaats maakt deel uit van het arrondissement Saint-Germain-en-Laye.

## Geografie
De oppervlakte van Carrières-sur-Seine bedraagt 5,0 km², de bevolkingsdichtheid is 2410,0 inwoners per km². De gemeente ligt in de Boucle de Montesson, een grote meander in de Seine.
De onderstaande kaart toont de ligging van Carrières-sur-Seine met de belangrijkste infrastructuur en aangrenzende gemeenten.

## Demografie
Onderstaande figuur toont het verloop van het inwonertal (bron: INSEE-tellingen).